# (31716) Matoonder
(31716) Matoonder es un asteroide perteneciente al cinturón de asteroides, descubierto el 10 de mayo de 1999 por el equipo del Lincoln Near-Earth Asteroid Research desde el Laboratorio Lincoln, Socorro, Nuevo México.

## Designación y nombre
Designado provisionalmente como  1999 JJ57. Fue nombrado en honor de Madison Alise Toonder (n. 2001) quien fue finalista en Broadcom MASTERS 2015, una competencia de matemáticas y ciencias para estudiantes de secundaria, por su proyecto de ciencias ambientales y terrestres. Recibe educación en casa en la Escuela Virtual de Florida, San Agustín (Florida).

## Características orbitales
Matoonder está situado a una distancia media del Sol de 3,028 ua, pudiendo alejarse hasta 3,513 ua y acercarse hasta 2,543 ua. Su excentricidad es 0,160 y la inclinación orbital 3,462 grados. Emplea 1924,63 días en completar una órbita alrededor del Sol.
Los próximos acercamientos a la órbita de Júpiter ocurrirán el 30 de enero de 2060, el 25 de septiembre de 2107 y el 3 de junio de 2155.

## Características físicas
La magnitud absoluta de Matoonder es 14,56. Tiene 5,867 km de diámetro y su albedo se estima en 0,107.